# جشنواره فیلم کن ۱۹۹۱
چهل و چهارمین دوره جشنواره فیلم کن در بین روز های ۹ -۲۰ می برگزار شد. در این دوره ۱۹ فیلم به رقابت پرداختند که در نهایت بارتون فینک فیلمی از برادران کوئن برنده نخل طلا شد. براداران کوءن علاوه بر نخل طلا بهترین کارگردانی کن را هم از ان خود کردند. ساموئل ال. جکسون برای تب جنگل نیز برنده بهترین بازیگر مکمل مرد شد.

## هیئت داوران

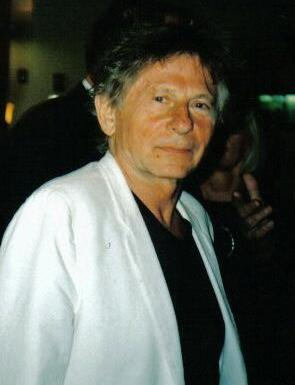
رومن پولانسکی, رئیس هیئت داوران

- رومن پولانسکی
- Férid Boughedir
- ووپی گلدبرگ
- مارگارت منه‌گز
- Natalia Negoda
- آلن پارکر
- ژان پل راپنو
- Hans Dieter Seidel
- ویتوریو استورارو
- ونگلیس

## مسابقه
فیلم‌های زیر برای بخش مسابقه انتخاب شده‌اند:
| نام فیلم             | کارگردان          | نام کشور |
| -------------------- | ----------------- | -------- |
| خشم در هارلم         | بیل دوک           |          |
| Anna Karamazoff      | Rustam Khamdamov  |          |
| بارتون فینک          | برادران کوئن      |          |
| Biān zǒu biān chàng  | چن کایگه          |          |
| بیکس (فیلم)          | پوپی آواتی        |          |
| اروپا (فیلم)         | لارس فون تریر     |          |
| در مظان جرم          | ایروین وینکلر     |          |
| آدم‌کشی (فیلم ۱۹۹۱)   | دیوید مامیت       |          |
| بیرون از زندگی       | مارون بغدادی      |          |
| Il portaborse        | دنیله لوکتی       |          |
| تب جنگل              | اسپایک لی         |          |
| مزاحم زیبا           | ژاک ریوت          |          |
| La carne             | مارکو فرری        |          |
| زندگی دوگانه ورونیکا | کریشتوف کیشلوفسکی |          |
| Lune froide          | Patrick Bouchitey |          |
| Malina               | ورنر شروتر        |          |
| گام معلق لک‌لک        | تئو آنگلوپولوس    |          |
| قاتل تزار            | کارن شاخنازاروف   |          |
| ون گوک (فیلم ۱۹۹۱)   | موریس پیالا       |          |

## برندگان

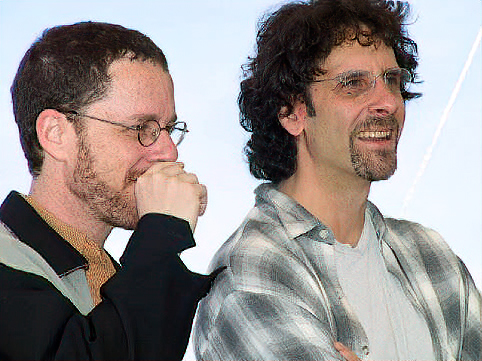
برادران کوئن, برنده نخل طلا

- نخل طلا: بارتون فینک - برادران کوئن
- جایزه بزرگ (جشنواره فیلم کن): مزاحم زیبا - ژاک ریوت
- جایزه هیئت داوران جشنواره فیلم کن:
  - اروپا (فیلم) - لارس فون تریر
  - بیرون از زندگی - مارون بغدادی
- جایزه بهترین بازیگر مرد جشنواره فیلم کن: جان تورتورو برای بارتون فینک
- جایزه بهترین بازیگر زن جشنواره فیلم کن: ایرن ژاکوب برای زندگی دوگانه ورونیکا
- بازیگر مکمل مرد : ساموئل ال. جکسون برای تب جنگل
- جایزه بهترین کارگردان جشنواره فیلم کن: برادران کوئن برای بارتون فینک